# 白沙瓦营地车站
白沙瓦营地车站是巴基斯坦開伯爾-普什圖省省會白沙瓦的主要鐵路車站。該站也是喀拉蚩－白沙瓦鐵路的終點站。